# Joachim von Sandrart
Pour les articles homonymes, voir von Sandrart.
Joachim von Sandrart, né le 12 mai 1606 à Francfort-sur-le-Main et mort le 14 octobre 1688 , est un peintre et graveur allemand. C'était également un traducteur et il est considéré comme le premier historien de l'art de nationalité allemande grâce à sa publication du dictionnaire d'artistes Teutsche Academie.

## Biographie

### Généalogie
Sandrart descend d'une vieille famille de Mons (Bergen en néerlandais), dans le Hainaut, qui remonte à Jean Sandrart (1449-1509), capitaine de la garde papale. Ce dernier reçut du pape Alexandre VI les terres de Lescaille et Fay, près de Mons, et fut anobli. Ses descendants s'installèrent ensuite à Francfort-sur-le-Main comme commerçants. Joachim von Sandrart est le fils de Lorenz Sandrart, originaire de Valenciennes (Hainaut). Il reçut ses lettres de noblesse d'empire le 20 juillet 1653 à Ratisbonne ainsi qu'un brevet d'armoiries. 
Jacob von Sandrart, graveur et marchand d'art nurembourgeois, était son neveu.

### Années de formation
Vers 1615, âgé de neuf ou dix ans, Sandrart entame une formation de graveur et de peintre auprès de Peter Isselburg (de) à Nuremberg, puis d'Egidius Sadeler l'ancien à Prague. En 1625, il est élève de Gerrit van Honthorst, à Utrecht, auprès duquel il reste jusqu'en 1629. Il fait la connaissance de Rubens. En 1627, Standrart accompagne son maître Honthorst en Angleterre, puis en Italie. Là, il peint entre autres une Mort de Sénèque, pièce nocturne bien dans le style de Honthorst. Il reste également de cette époque les dessins pour les planches de la Galerie Justinienne qui seront gravées entre autres par Cornelius Bloemaert. Grâce au pape Urbain VIII, Standrart obtient plusieurs commandes. Il s'agit surtout de portraits ou de scènes religieuses destinées à des églises romaines. Il produit une quantité de dessins qui serviront de base aux illustrations de l'Itinerarium Italiae nov-antiquae de Martin Zeiller et de l'Archontologia cosmica de Johann Ludwig Gottfried (de).

### La notoriété
En 1635, Sandrart revient à Francfort où il reste deux ans. En 1637, il quitte l'Allemagne déchirée par la guerre de Trente Ans pour Amsterdam où il réside jusqu'en 1645. Il est reçu dans la bonne société de la ville, où sa réputation de connaisseur d'art, de peintre et de marchand lui valent d'être traité avec beaucoup d'égards. C'est là qu'il réalise pour Maximilien Ier de Bavière une série des Douze mois et une allégorie du Jour et de La Nuit qui vont orner sa galerie de Schleissheim. Après la mort de son beau-père en 1645, Sandrart hérite du château de Stockau près d'Ingolstadt. Il quitte alors les Pays-Bas pour prendre possession de son héritage.
En 1649, Sandrart revient à Nüremberg, attiré par la perspective de contrats plus avantageux. Il est principalement chargé de peindre les envoyés étrangers. Son œuvre la plus marquante de cette période est la peinture du Banquet pour la paix qui montre le comte Palatin Charles X Gustave de Suède attablé avec les envoyés suédois et impériaux ainsi que les hauts dignitaires de l'empire. En 1653, Sandrart est anobli et reçoit le titre de conseiller du Palatinat-Neuburg. Ayant peint à Vienne le portrait de l'empereur Ferdinand III, de son épouse, du roi de Rome Ferdinand IV et de l'archiduc Léopold, il est récompensé par un brevet de noblesse autrichienne.
Sandrart s'installe ensuite à Augsbourg où il fonde une école d'art, puis à Nuremberg où il devient directeur de l'académie qui vient d'ouvrir ses portes. Il acquiert une nouvelle distinction lorsque le duc Auguste de Saxe-Weissenfels parraine son entrée dans une société savante, la societas fructifera en 1676. Le duc lui accorde le droit d'appeler son établissement d'utilité publique (Der Gemeinnützig) avec la devise il excelle et comme emblème un sapin rouge. Dans le registre des entreprises de Köthen, Sandrart est inscrit sous le numéro 836.
En 1681, Sandrart est chargé de la rénovation du tombeau d'Albrecht Dürer à l'église Saint-Jean de Nuremberg, où il fut lui-même enterré en juin 1688 (tombe n°C 3b).

## Œuvre

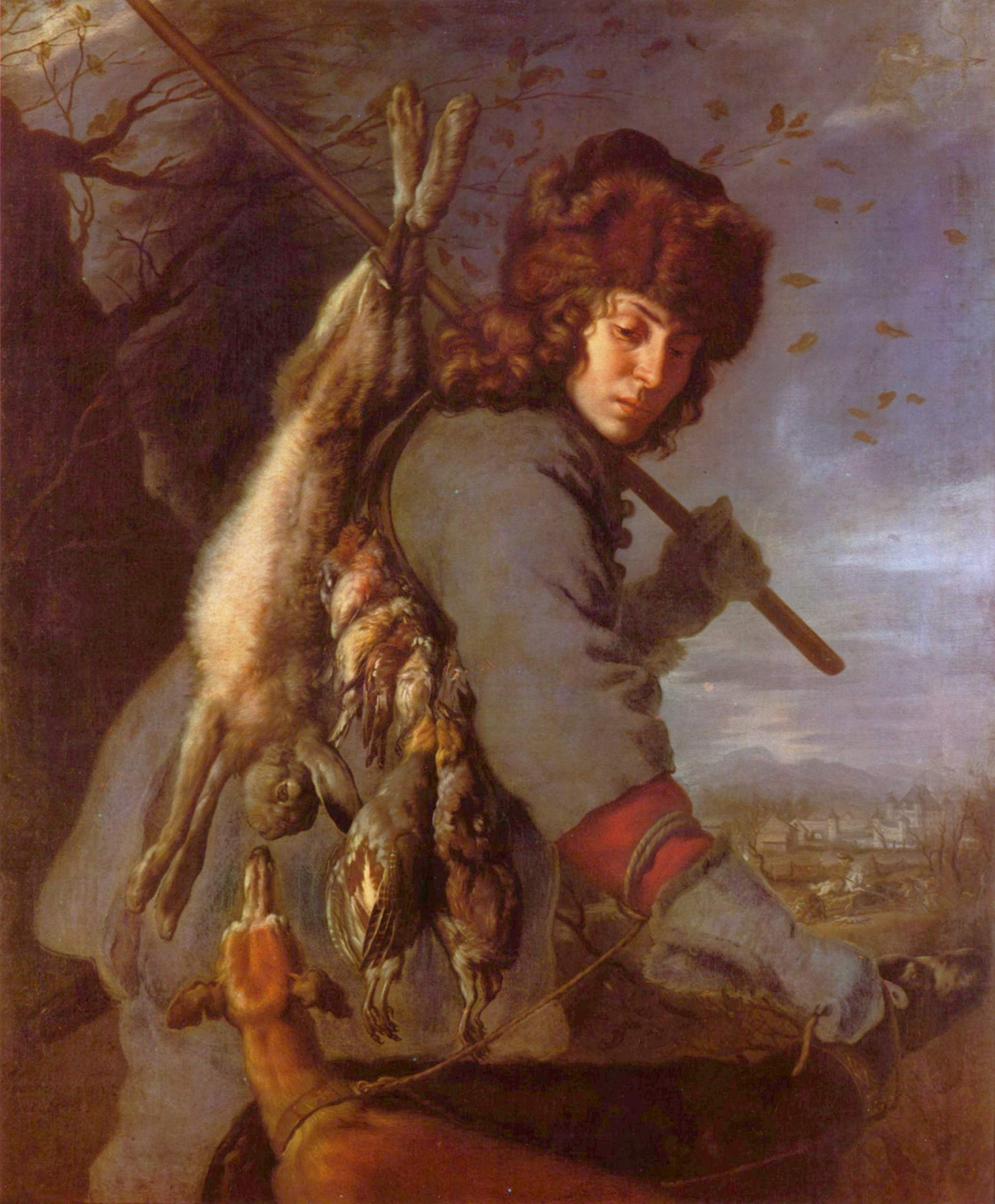
Le Mois de novembre (Der November), huile sur toile, 1643, Galerie du nouveau château de Schleissheim.

Sandrart laisse des chefs-d'œuvre comme Le Mois de novembre qui compte parmi les plus belles scènes de chasse jamais peintes. Ses œuvres sont très recherchées par les collectionneurs. On trouve des œuvres de sa main dans les collections d'Allemagne du sud et d'Autriche entre autres. Il est aussi l'auteur de peintures d'autel à l'église Saint-Ignace de Landshut.
Il doit sa fortune et sa célébrité également à ses écrits. 

### Œuvre littéraire
Son ouvrage majeur, sur l'histoire et la théorie de l'art, Die Teutsche Academie der edlen Bau-, Bild und Malereikünste parut en plusieurs volumes entre 1675 et 1679 ; il fut le fruit d'une collaboration avec le poète nurembourgeois Sigmund von Birken, qui retravailla les textes originaux de Sandrart et les compléta de nombreuses poésies; l'ouvrage est considéré comme le premier traité théorique sur l'art en langue allemande. Sandrart compléta ce travail en 1680 avec la parution d'une traduction de Le imagini colla sposizione degli dei degli antichi (Iconologie des dieux antiques) de Vincenzo Cartaris, autre publication qui fit date dans l'histoire de l'art. 

### Catalogue de l'œuvre graphique
- Collection Courtauld, Londres : un dessin, le portrait de Johann Friedrich, Prince de Brandebourg, daté de 1688, l'année de la mort du peintre (il avait 83 ans) et un portrait gravé de Baldassare Castiglione d'après Raphaël
- Musée de l'Ermitage. Il possède deux tableaux attribués de façon provisoire à Sandrart : une allégorie de la vanité (1642) et une allégorie de la colère (vers 1630)
- Résidence de Munich. Le palais des rois de Bavière à Munich possède plusieurs scènes champêtres dans ses appartements ouverts au public.
- Musées français : le travail de ce peintre est peu représenté en France, cependant on peut voir de lui quelques tableaux et dessins
  - Les tableaux
    - Un Portrait du Prince électeur Maximilien de Bavière, huile sur toile 53 × 42, legs Antoine Brasseur au musée des Beaux-Arts de Lille en 1887.
    - Une Mort de la Vierge à Paris à l'Église Notre-Dame-des-Blancs-Manteaux, pillage du château de Schleissheim, près de Munich, en 1800.
    - Une Sainte Famille, également pillage de Schleissheim et envoyée en 1809 au musée des beaux-arts (Rennes).

  - Dessins: il en existe quatre en France qui se trouvent tous à Paris :
    - Musée du Louvre, Cabinet des dessins : Allégorie sur la mort d'un comte et Histoire de la vie de Moïse[3].
    - École des Beaux-Arts de Paris.
    - Fondation Custodia.

  - Collections
    - Un dessin de Hans Holbein l'Ancien lui ayant appartenu est conservé au musée Condé à Chantilly.
- Musée Paul Getty : ce musée possède un dessin préparatoire de la main de Sandrart pour une gravure du mois de septembre[4]
- Rijksmuseum d'Amsterdam : ce musée possède un portrait de groupe, La compagnie du capitaine Bicker, datant de 1638
- Musée des Offices, Florence : Apollon et le serpent Python (1660-1670), huile sur toile, 80 × 109 cm[5]
- Kunsthistorisches Museum, Vienne : 
  - Duc Maximilien Ier (1573-1651), électeur de Bavière (vers 1643), huile sur toile, 135 × 95 cm[6]
  - Archiduchesse Maria Anna (1610-1665) (1643), huile sur toile, 135 × 95 cm[7]
  - Le Mariage mystique de sainte Catherine, avec saint Léopold et saint Guillaume (1647), panneau d'érable, 74 × 57 cm[8]

Autoportrait en 1641
Le Mois de février, 1642
Maximilien Ier (vers 1643) Kunsthistorisches Museum
Marie-Anne d'Autriche (1643) Kunsthistorisches Museum